# Mistrzostwa Azji w Piłce Siatkowej Kobiet 2017
Mistrzostwa Azji w piłce siatkowej kobiet 2017 – rozgrywane były na Filipinach w dniach 9-17 sierpnia 2017. Zespoły rywalizowały w miastach Biñan i Muntinlupa. O tytuł mistrzowski rywalizowało 14 czołowych krajowych reprezentacji.

## System rozgrywek
Turniej składał się z kilku etapów. W pierwszej rundzie zespoły podzielone na cztery grupy rozgrywały mecze w systemie kołowym "każdy z każdym". Po dwie najlepsze drużyny z każdej grupy trafiły do grup E i F drugiej rundy, a pozostałe do grup G i H, przy czym w drugiej rundzie w jednej grupie znajdowały się zespoły z grup A i C lub B i D.
W druga runda również rozgrywana była w systemie kołowym, przy czym uwzględniano również wyniki meczów między konkretnymi zespołami z pierwszej rundy. Wszystkie drużyny z grup E i F trafiły do ćwierćfinałów. Po dwie najlepsze reprezentacje z grup G i H utworzyły pary w rywalizacji o miejsca 9-12., natomiast pozostałe rozegrały mecz o 13. miejsce.
Pary ćwierćfinałowe utworzono według schematu 1E-4F, 2E-3F, 3E-2F, 4E-1F. Przegrani ćwierćfinałów utworzyli pary w rywalizacji o miejsca 5-8. - wygrani zagrali o 5. miejsce, a przegrani o 7. miejsce. Na analogicznych zasadach toczyła się rywalizacja o miejsca 9-12.

## Rozgrywki grupowe
| Grupa A                      | Grupa B                 | Grupa C                                          | Grupa D                                 |
| ---------------------------- | ----------------------- | ------------------------------------------------ | --------------------------------------- |
| Filipiny Kazachstan Hongkong | Chiny Japonia Australia | Korea Południowa Wietnam Sri Lanka Nowa Zelandia | Tajlandia Chińskie Tajpej Iran Malediwy |

### Pierwsza faza grupowa

#### Grupa A
Tabela
| Lp. | Drużyna    | Mecze | Mecze   | Mecze   | Pkt | Sety | Sety | Sety  | Małe punkty | Małe punkty | Małe punkty |
| Lp. | Drużyna    | M     | W (3:2) | P (2:3) | Pkt | wyg. | prz. | ratio | zdob.       | str.        | ratio       |
| --- | ---------- | ----- | ------- | ------- | --- | ---- | ---- | ----- | ----------- | ----------- | ----------- |
| 1   | Kazachstan | 2     | 2 (0)   | 0 (0)   | 6   | 6    | 0    | MAX   | 150         | 106         | 1.415       |
| 2   | Filipiny   | 2     | 1 (0)   | 1 (0)   | 3   | 3    | 3    | 1.000 | 137         | 129         | 1.062       |
| 3   | Hongkong   | 2     | 0 (0)   | 2 (0)   | 0   | 0    | 6    | 0.000 | 98          | 150         | 0.653       |

Źródło: asianvolleyball.net
Punktacja: 3:0 i 3:1 – 3 pkt; 3:2 – 2 pkt; 2:3 – 1 pkt; 1:3 i 0:3 – 0 pkt
Zasady ustalania kolejności: 1. liczba zwycięstw; 2. liczba punktów; 3. stosunek setów; 4. stosunek małych punktów; 5. bilans w bezpośrednich meczach
     walka o miejsca 1-8.
     walka o miejsca 9-14.
Wyniki
| Data  | Godz. | Drużyna 1  | Wynik | Drużyna 2  | 1     | 2     | 3     | 4 | 5 | Widzów | * |
| ----- | ----- | ---------- | ----- | ---------- | ----- | ----- | ----- | - | - | ------ | - |
| 09.08 | 18:00 | Hongkong   | 0:3   | Filipiny   | 21:25 | 16:25 | 17:25 |   |   |        |   |
| 10.08 | 17:30 | Kazachstan | 3:0   | Hongkong   | 25:16 | 25:17 | 25:11 |   |   |        |   |
| 11.08 | 17:30 | Filipiny   | 0:3   | Kazachstan | 23:25 | 20:25 | 19:25 |   |   |        |   |

#### Grupa B
Tabela
| Lp. | Drużyna   | Mecze | Mecze   | Mecze   | Pkt | Sety | Sety | Sety  | Małe punkty | Małe punkty | Małe punkty |
| Lp. | Drużyna   | M     | W (3:2) | P (2:3) | Pkt | wyg. | prz. | ratio | zdob.       | str.        | ratio       |
| --- | --------- | ----- | ------- | ------- | --- | ---- | ---- | ----- | ----------- | ----------- | ----------- |
| 1   | Japonia   | 2     | 2 (0)   | 0 (0)   | 6   | 6    | 0    | MAX   | 151         | 96          | 1.573       |
| 2   | Chiny     | 2     | 1 (0)   | 1 (0)   | 3   | 3    | 3    | 1.000 | 130         | 106         | 1.226       |
| 3   | Australia | 2     | 0 (0)   | 2 (0)   | 0   | 0    | 6    | 0.000 | 71          | 150         | 0.473       |

Źródło: asianvolleyball.net
Punktacja: 3:0 i 3:1 – 3 pkt; 3:2 – 2 pkt; 2:3 – 1 pkt; 1:3 i 0:3 – 0 pkt
Zasady ustalania kolejności: 1. liczba zwycięstw; 2. liczba punktów; 3. stosunek setów; 4. stosunek małych punktów; 5. bilans w bezpośrednich meczach
     walka o miejsca 1-8.
     walka o miejsca 9-14.
Wyniki
| Data  | Godz. | Drużyna 1 | Wynik | Drużyna 2 | 1     | 2     | 3     | 4 | 5 | Widzów | * |
| ----- | ----- | --------- | ----- | --------- | ----- | ----- | ----- | - | - | ------ | - |
| 09.08 | 15:00 | Japonia   | 3:0   | Australia | 25:19 | 25:14 | 25:8  |   |   |        |   |
| 10.08 | 12:30 | Chiny     | 0:3   | Japonia   | 14:25 | 17:25 | 24:26 |   |   |        |   |
| 11.08 | 15:00 | Australia | 0:3   | Chiny     | 13:25 | 8:25  | 9:25  |   |   |        |   |

#### Grupa C
Tabela
| Lp. | Drużyna          | Mecze | Mecze   | Mecze   | Pkt | Sety | Sety | Sety  | Małe punkty | Małe punkty | Małe punkty |
| Lp. | Drużyna          | M     | W (3:2) | P (2:3) | Pkt | wyg. | prz. | ratio | zdob.       | str.        | ratio       |
| --- | ---------------- | ----- | ------- | ------- | --- | ---- | ---- | ----- | ----------- | ----------- | ----------- |
| 1   | Korea Południowa | 3     | 3 (0)   | 0 (0)   | 9   | 9    | 1    | 9.000 | 242         | 180         | 1.344       |
| 2   | Wietnam          | 3     | 2 (0)   | 1 (0)   | 6   | 7    | 3    | 2.333 | 239         | 166         | 1.440       |
| 3   | Nowa Zelandia    | 3     | 1 (0)   | 2 (0)   | 3   | 3    | 7    | 0.429 | 173         | 235         | 0.736       |
| 4   | Sri Lanka        | 3     | 0 (0)   | 3 (0)   | 0   | 1    | 9    | 0.111 | 172         | 245         | 0.702       |

Źródło: asianvolleyball.net
Punktacja: 3:0 i 3:1 – 3 pkt; 3:2 – 2 pkt; 2:3 – 1 pkt; 1:3 i 0:3 – 0 pkt
Zasady ustalania kolejności: 1. liczba zwycięstw; 2. liczba punktów; 3. stosunek setów; 4. stosunek małych punktów; 5. bilans w bezpośrednich meczach
     walka o miejsca 1-8.
     walka o miejsca 9-14.
Wyniki
| Data  | Godz. | Drużyna 1        | Wynik | Drużyna 2     | 1     | 2     | 3     | 4     | 5 | Widzów | * |
| ----- | ----- | ---------------- | ----- | ------------- | ----- | ----- | ----- | ----- | - | ------ | - |
| 09.08 | 12:30 | Korea Południowa | 3:0   | Nowa Zelandia | 25:21 | 25:14 | 25:12 |       |   |        |   |
| 09.08 | 18:00 | Wietnam          | 3:0   | Sri Lanka     | 25:12 | 25:14 | 25:17 |       |   |        |   |
| 10.08 | 15:00 | Korea Południowa | 3:0   | Sri Lanka     | 25:14 | 25:17 | 25:13 |       |   |        |   |
| 10.08 | 17:30 | Nowa Zelandia    | 0:3   | Wietnam       | 11:25 | 12:25 | 8:25  |       |   |        |   |
| 11.08 | 12:30 | Korea Południowa | 3:1   | Wietnam       | 25:23 | 25:19 | 17:25 | 25:22 |   |        |   |
| 11.08 | 17:30 | Sri Lanka        | 1:3   | Nowa Zelandia | 25:20 | 23:25 | 18:25 | 19:25 |   |        |   |

#### Grupa D
Tabela
| Lp. | Drużyna         | Mecze | Mecze   | Mecze   | Pkt | Sety | Sety | Sety  | Małe punkty | Małe punkty | Małe punkty |
| Lp. | Drużyna         | M     | W (3:2) | P (2:3) | Pkt | wyg. | prz. | ratio | zdob.       | str.        | ratio       |
| --- | --------------- | ----- | ------- | ------- | --- | ---- | ---- | ----- | ----------- | ----------- | ----------- |
| 1   | Tajlandia       | 3     | 3 (0)   | 0 (0)   | 9   | 9    | 0    | MAX   | 226         | 125         | 1.808       |
| 2   | Chińskie Tajpej | 3     | 2 (0)   | 1 (0)   | 6   | 6    | 4    | 1.500 | 228         | 182         | 1.253       |
| 3   | Iran            | 3     | 1 (0)   | 2 (0)   | 3   | 4    | 6    | 0.667 | 200         | 206         | 0.971       |
| 4   | Malediwy        | 3     | 0 (0)   | 3 (0)   | 0   | 0    | 9    | 0.000 | 84          | 225         | 0.373       |

Źródło: asianvolleyball.net
Punktacja: 3:0 i 3:1 – 3 pkt; 3:2 – 2 pkt; 2:3 – 1 pkt; 1:3 i 0:3 – 0 pkt
Zasady ustalania kolejności: 1. liczba zwycięstw; 2. liczba punktów; 3. stosunek setów; 4. stosunek małych punktów; 5. bilans w bezpośrednich meczach
     walka o miejsca 1-8.
     walka o miejsca 9-14.
Wyniki
| Data  | Godz. | Drużyna 1       | Wynik | Drużyna 2       | 1     | 2     | 3     | 4     | 5 | Widzów | * |
| ----- | ----- | --------------- | ----- | --------------- | ----- | ----- | ----- | ----- | - | ------ | - |
| 09.08 | 12:30 | Chińskie Tajpej | 3:1   | Iran            | 25:15 | 25:27 | 25:17 | 25:20 |   |        |   |
| 09.08 | 15:00 | Tajlandia       | 3:0   | Malediwy        | 25:5  | 25:12 | 25:9  |       |   |        |   |
| 10.08 | 12:30 | Malediwy        | 0:3   | Chińskie Tajpej | 9:25  | 8:25  | 10:25 |       |   |        |   |
| 10.08 | 15:00 | Tajlandia       | 3:0   | Iran            | 25:18 | 25:12 | 25:16 |       |   |        |   |
| 11.08 | 12:30 | Iran            | 3:0   | Malediwy        | 25:4  | 25:13 | 25:13 |       |   |        |   |
| 11.08 | 15:00 | Tajlandia       | 3:0   | Chińskie Tajpej | 26:24 | 25:14 | 25:15 |       |   |        |   |

### Druga faza grupowa

#### Grupa E
Tabela
| Lp. | Drużyna          | Mecze | Mecze   | Mecze   | Pkt | Sety | Sety | Sety  | Małe punkty | Małe punkty | Małe punkty |
| Lp. | Drużyna          | M     | W (3:2) | P (2:3) | Pkt | wyg. | prz. | ratio | zdob.       | str.        | ratio       |
| --- | ---------------- | ----- | ------- | ------- | --- | ---- | ---- | ----- | ----------- | ----------- | ----------- |
| 1   | Korea Południowa | 3     | 3 (0)   | 0 (0)   | 9   | 9    | 1    | 9.000 | 243         | 197         | 1.234       |
| 2   | Kazachstan       | 3     | 2 (0)   | 1 (0)   | 6   | 6    | 4    | 1.500 | 226         | 228         | 0.991       |
| 3   | Filipiny         | 3     | 1 (0)   | 2 (0)   | 3   | 3    | 7    | 0.429 | 210         | 247         | 0.850       |
| 4   | Wietnam          | 3     | 0 (0)   | 3 (0)   | 0   | 3    | 9    | 0.333 | 276         | 283         | 0.975       |

Źródło: asianvolleyball.net
Punktacja: 3:0 i 3:1 – 3 pkt; 3:2 – 2 pkt; 2:3 – 1 pkt; 1:3 i 0:3 – 0 pkt
Zasady ustalania kolejności: 1. liczba zwycięstw; 2. liczba punktów; 3. stosunek setów; 4. stosunek małych punktów; 5. bilans w bezpośrednich meczach
     awans do ćwierćfinału
Wyniki
| Data  | Godz. | Drużyna 1        | Wynik | Drużyna 2        | 1     | 2     | 3     | 4     | 5 | Widzów | * |
| ----- | ----- | ---------------- | ----- | ---------------- | ----- | ----- | ----- | ----- | - | ------ | - |
| 13.08 | 10:00 | Kazachstan       | 3:1   | Wietnam          | 21:25 | 25:23 | 25:22 | 25:20 |   |        |   |
| 13.08 | 17:30 | Korea Południowa | 3:0   | Filipiny         | 25:23 | 25:18 | 25:12 |       |   |        |   |
| 14.08 | 12:30 | Kazachstan       | 0:3   | Korea Południowa | 21:25 | 24:26 | 10:25 |       |   |        |   |
| 14.08 | 17:30 | Filipiny         | 3:1   | Wietnam          | 27:25 | 26:24 | 17:25 | 25:23 |   |        |   |

#### Grupa F
Tabela
| Lp. | Drużyna         | Mecze | Mecze   | Mecze   | Pkt | Sety | Sety | Sety  | Małe punkty | Małe punkty | Małe punkty |
| Lp. | Drużyna         | M     | W (3:2) | P (2:3) | Pkt | wyg. | prz. | ratio | zdob.       | str.        | ratio       |
| --- | --------------- | ----- | ------- | ------- | --- | ---- | ---- | ----- | ----------- | ----------- | ----------- |
| 1   | Japonia         | 3     | 3 (0)   | 0 (0)   | 9   | 9    | 1    | 9.000 | 249         | 201         | 1.239       |
| 2   | Tajlandia       | 3     | 2 (1)   | 1 (0)   | 5   | 7    | 5    | 1.400 | 277         | 251         | 1.104       |
| 3   | Chiny           | 3     | 1 (1)   | 2 (1)   | 3   | 5    | 8    | 0.625 | 259         | 290         | 0.893       |
| 4   | Chińskie Tajpej | 3     | 0 (0)   | 3 (1)   | 1   | 2    | 9    | 0.222 | 212         | 255         | 0.831       |

Źródło: asianvolleyball.net
Punktacja: 3:0 i 3:1 – 3 pkt; 3:2 – 2 pkt; 2:3 – 1 pkt; 1:3 i 0:3 – 0 pkt
Zasady ustalania kolejności: 1. liczba zwycięstw; 2. liczba punktów; 3. stosunek setów; 4. stosunek małych punktów; 5. bilans w bezpośrednich meczach
     awans do ćwierćfinału
Wyniki
| Data  | Godz. | Drużyna 1 | Wynik | Drużyna 2       | 1     | 2     | 3     | 4     | 5     | Widzów | * |
| ----- | ----- | --------- | ----- | --------------- | ----- | ----- | ----- | ----- | ----- | ------ | - |
| 13.08 | 12:30 | Japonia   | 3:0   | Chińskie Tajpej | 25:19 | 25:16 | 25:20 |       |       |        |   |
| 13.08 | 15:00 | Tajlandia | 3:2   | Chiny           | 25:22 | 22:25 | 25:16 | 23:25 | 15:12 |        |   |
| 14.08 | 10:00 | Chiny     | 3:2   | Chińskie Tajpej | 25:22 | 19:25 | 20:25 | 25:12 | 15:11 |        |   |
| 14.08 | 15:00 | Japonia   | 3:1   | Tajlandia       | 22:25 | 25:20 | 25:22 | 26:24 |       |        |   |

#### Grupa G
Tabela
| Lp. | Drużyna       | Mecze | Mecze   | Mecze   | Pkt | Sety | Sety | Sety  | Małe punkty | Małe punkty | Małe punkty |
| Lp. | Drużyna       | M     | W (3:2) | P (2:3) | Pkt | wyg. | prz. | ratio | zdob.       | str.        | ratio       |
| --- | ------------- | ----- | ------- | ------- | --- | ---- | ---- | ----- | ----------- | ----------- | ----------- |
| 1   | Hongkong      | 2     | 1 (0)   | 1 (1)   | 4   | 5    | 3    | 1.667 | 176         | 151         | 1.166       |
| 2   | Nowa Zelandia | 2     | 1 (0)   | 1 (0)   | 3   | 3    | 4    | 0.750 | 143         | 160         | 0.894       |
| 3   | Sri Lanka     | 2     | 1 (1)   | 1 (0)   | 2   | 4    | 5    | 0.800 | 188         | 196         | 0.959       |

Źródło: asianvolleyball.net
Punktacja: 3:0 i 3:1 – 3 pkt; 3:2 – 2 pkt; 2:3 – 1 pkt; 1:3 i 0:3 – 0 pkt
Zasady ustalania kolejności: 1. liczba zwycięstw; 2. liczba punktów; 3. stosunek setów; 4. stosunek małych punktów; 5. bilans w bezpośrednich meczach
     walka o miejsca 9-12.
     walka o miejsca 13-14.
Wyniki
| Data  | Godz. | Drużyna 1 | Wynik | Drużyna 2     | 1     | 2     | 3     | 4     | 5     | Widzów | * |
| ----- | ----- | --------- | ----- | ------------- | ----- | ----- | ----- | ----- | ----- | ------ | - |
| 13.08 | 10:00 | Hongkong  | 2:3   | Sri Lanka     | 14:25 | 25:14 | 23:25 | 25:23 | 14:16 |        |   |
| 14.08 | 12:30 | Hongkong  | 3:0   | Nowa Zelandia | 25:16 | 25:20 | 25:12 |       |       |        |   |

#### Grupa H
Tabela
| Lp. | Drużyna   | Mecze | Mecze   | Mecze   | Pkt | Sety | Sety | Sety  | Małe punkty | Małe punkty | Małe punkty |
| Lp. | Drużyna   | M     | W (3:2) | P (2:3) | Pkt | wyg. | prz. | ratio | zdob.       | str.        | ratio       |
| --- | --------- | ----- | ------- | ------- | --- | ---- | ---- | ----- | ----------- | ----------- | ----------- |
| 1   | Australia | 2     | 2 (0)   | 0 (0)   | 6   | 6    | 1    | 6.000 | 173         | 122         | 1.418       |
| 2   | Iran      | 2     | 1 (0)   | 1 (0)   | 3   | 4    | 3    | 1.333 | 164         | 129         | 1.271       |
| 3   | Malediwy  | 2     | 0 (0)   | 2 (0)   | 0   | 0    | 6    | 0.000 | 64          | 150         | 0.427       |

Źródło: asianvolleyball.net
Punktacja: 3:0 i 3:1 – 3 pkt; 3:2 – 2 pkt; 2:3 – 1 pkt; 1:3 i 0:3 – 0 pkt
Zasady ustalania kolejności: 1. liczba zwycięstw; 2. liczba punktów; 3. stosunek setów; 4. stosunek małych punktów; 5. bilans w bezpośrednich meczach
     walka o miejsca 9-12.
     walka o miejsca 13-14.
Wyniki
| Data  | Godz. | Drużyna 1 | Wynik | Drużyna 2 | 1     | 2     | 3     | 4     | 5 | Widzów | * |
| ----- | ----- | --------- | ----- | --------- | ----- | ----- | ----- | ----- | - | ------ | - |
| 13.08 | 12:30 | Australia | 3:0   | Malediwy  | 25:9  | 25:5  | 25:19 |       |   |        |   |
| 14.08 | 10:00 | Australia | 3:1   | Iran      | 23:25 | 25:22 | 25:20 | 25:22 |   |        |   |

## Runda pucharowa

### Mecz o 13. miejsce
| Data  | Godz. | Drużyna 1 | Wynik | Drużyna 2 | 1     | 2     | 3     | 4 | 5 | Widzów | * |
| ----- | ----- | --------- | ----- | --------- | ----- | ----- | ----- | - | - | ------ | - |
| 15.08 | 10:00 | Sri Lanka | 3:0   | Malediwy  | 25:19 | 25:13 | 25:14 |   |   |        |   |

### Mecze o miejsca 9-12.
| Data  | Godz. | Drużyna 1 | Wynik | Drużyna 2     | 1     | 2     | 3     | 4     | 5 | Widzów | * |
| ----- | ----- | --------- | ----- | ------------- | ----- | ----- | ----- | ----- | - | ------ | - |
| 15.08 | 12:30 | Hongkong  | 1:3   | Iran          | 25:21 | 19:25 | 18:25 | 15:25 |   |        |   |
| 15.08 | 15:00 | Australia | 3:0   | Nowa Zelandia | 25:14 | 25:17 | 25:17 |       |   |        |   |

### Ćwierćfinały
| Data  | Godz. | Drużyna 1        | Wynik | Drużyna 2       | 1     | 2     | 3     | 4 | 5 | Widzów | * |
| ----- | ----- | ---------------- | ----- | --------------- | ----- | ----- | ----- | - | - | ------ | - |
| 15.08 | 10:00 | Kazachstan       | 0:3   | Chiny           | 16:25 | 32:34 | 23:25 |   |   |        |   |
| 15.08 | 12:30 | Korea Południowa | 3:0   | Chińskie Tajpej | 25:20 | 25:11 | 28:26 |   |   |        |   |
| 15.08 | 15:00 | Japonia          | 3:0   | Wietnam         | 25:22 | 25:21 | 25:16 |   |   |        |   |
| 15.08 | 17:30 | Tajlandia        | 3:0   | Filipiny        | 25:21 | 25:14 | 25:20 |   |   |        |   |

### Mecz o 11. miejsce
| Data  | Godz. | Drużyna 1 | Wynik | Drużyna 2     | 1     | 2     | 3     | 4 | 5 | Widzów | * |
| ----- | ----- | --------- | ----- | ------------- | ----- | ----- | ----- | - | - | ------ | - |
| 16.08 | 10:00 | Hongkong  | 3:0   | Nowa Zelandia | 25:15 | 25:12 | 25:19 |   |   |        |   |

### Mecz o 9. miejsce
| Data  | Godz. | Drużyna 1 | Wynik | Drużyna 2 | 1     | 2     | 3     | 4     | 5     | Widzów | * |
| ----- | ----- | --------- | ----- | --------- | ----- | ----- | ----- | ----- | ----- | ------ | - |
| 16.08 | 12:30 | Iran      | 3:2   | Australia | 19:25 | 25:18 | 20:25 | 25:22 | 15:10 |        |   |

### Mecze o miejsca 5-8.
| Data  | Godz. | Drużyna 1       | Wynik | Drużyna 2  | 1     | 2     | 3     | 4     | 5    | Widzów | * |
| ----- | ----- | --------------- | ----- | ---------- | ----- | ----- | ----- | ----- | ---- | ------ | - |
| 16.08 | 10:00 | Wietnam         | 3:2   | Kazachstan | 25:22 | 25:18 | 21:25 | 20:25 | 15:5 |        |   |
| 16.08 | 12:30 | Chińskie Tajpej | 3:0   | Filipiny   | 25:19 | 25:20 | 25:19 |       |      |        |   |

### Półfinały
| Data  | Godz. | Drużyna 1 | Wynik | Drużyna 2        | 1     | 2     | 3     | 4 | 5 | Widzów | * |
| ----- | ----- | --------- | ----- | ---------------- | ----- | ----- | ----- | - | - | ------ | - |
| 16.08 | 15:00 | Japonia   | 3:0   | Chiny            | 25:17 | 25:18 | 25:18 |   |   |        |   |
| 16.08 | 17:30 | Tajlandia | 3:0   | Korea Południowa | 25:20 | 25:20 | 25:21 |   |   |        |   |

### Mecz o 7. miejsce
| Data  | Godz. | Drużyna 1  | Wynik | Drużyna 2 | 1     | 2     | 3     | 4     | 5    | Widzów | * |
| ----- | ----- | ---------- | ----- | --------- | ----- | ----- | ----- | ----- | ---- | ------ | - |
| 17.08 | 10:00 | Kazachstan | 3:2   | Filipiny  | 25:20 | 25:16 | 21:25 | 21:25 | 15:3 |        |   |

### Mecz o 5. miejsce
| Data  | Godz. | Drużyna 1 | Wynik | Drużyna 2       | 1     | 2     | 3     | 4 | 5 | Widzów | * |
| ----- | ----- | --------- | ----- | --------------- | ----- | ----- | ----- | - | - | ------ | - |
| 17.08 | 12:30 | Wietnam   | 3:0   | Chińskie Tajpej | 25:23 | 25:22 | 25:23 |   |   |        |   |

### Mecz o 3. miejsce
| Data  | Godz. | Drużyna 1 | Wynik | Drużyna 2        | 1     | 2     | 3     | 4 | 5 | Widzów | * |
| ----- | ----- | --------- | ----- | ---------------- | ----- | ----- | ----- | - | - | ------ | - |
| 17.08 | 15:00 | Chiny     | 0:3   | Korea Południowa | 11:25 | 18:25 | 20:25 |   |   |        |   |

### Finał
| Data  | Godz. | Drużyna 1 | Wynik | Drużyna 2 | 1     | 2     | 3     | 4     | 5    | Widzów | * |
| ----- | ----- | --------- | ----- | --------- | ----- | ----- | ----- | ----- | ---- | ------ | - |
| 17.08 | 17:30 | Japonia   | 3:2   | Tajlandia | 26:28 | 20:25 | 25:16 | 25:16 | 15:7 |        |   |

## Klasyfikacja końcowa
| Miejsce | Reprezentacja    |
| ------- | ---------------- |
| złoto   | Japonia          |
| srebro  | Tajlandia        |
| brąz    | Korea Południowa |
| 4.      | Chiny            |
| 5.      | Wietnam          |
| 6.      | Chińskie Tajpej  |
| 7.      | Kazachstan       |
| 8.      | Filipiny         |
| 9.      | Iran             |
| 10.     | Australia        |
| 11.     | Hongkong         |
| 12.     | Nowa Zelandia    |
| 13.     | Sri Lanka        |
| 14.     | Malediwy         |

## Nagrody indywidualne
| MVP           | Najlepsze przyjmujące            | Najlepsza atakująca | Najlepsze środkowe              | Najlepsza rozgrywająca | Najlepsze libero           |
| ------------- | -------------------------------- | ------------------- | ------------------------------- | ---------------------- | -------------------------- |
| Risa Shinnabe | Kim Yeon-koung Chatchu-on Moksri | Jin Ye              | Hattaya Bamrungsuk Nana Iwasaka | Nootsara Tomkom        | Mako Kobata Dawn Macandili |